# Vargarnas pakt
Vargarnas pakt (franska: Le Pacte des loups) är en fransk långfilm från 2001 i regi av Christophe Gans. Den utspelar sig i 1700-talets Frankrike

## Handling
I 1700-talets Frankrike hemsöks den vilda och natursköna provinsen Gévaudan på den franska landsbygden av ett mystiskt odjur som brutalt och skoningslöst attackerar och dödar civilbefolkningen. Grégoire de Fronsac (Samuel Le Bihan), en upptäcktsresande zoolog tillika naturvetare, får i uppdrag av den franska kungen Ludvig XV att resa till provinsen och tillfångata det odjur som hittills skördat hundratals människoliv, det odjur som landsbygdsborna hävdar är en enorm varg. Tillsammans med sin vän Mani (Mark Dacascos), en nordamerikansk indian, beger sig Fronsac till Gévaudan för att lösa gåtan med de mystiska dödsfallen, men det visar sig snart att gåtan bakom de brutala överfallen är betydligt större och farligare än Fronsac kunnat ana.

## Om filmen
Filmen baserar sig löst på verkliga händelser som inträffade på 1700-talet då drygt 100 personer i provinsen Gévaudan faktiskt ska ha dödats av ett mystiskt djur.

## Skådespelare
- Samuel Le Bihan - Grégoire de Fronsac
- Vincent Cassel - Jean-François de Morangias
- Émilie Dequenne - Marianne de Morangias
- Monica Bellucci - Sylvia
- Jérémie Renier - Thomas d'Apcher
- Mark Dacascos - Mani
- Gaspard Ulliel - Louis
- Jean Yanne - Greve de Morangias
- Jean-François Stévenin - Henri Sardis
- Jacques Perrin - Thomas d'Apcher (old)
- Edith Scob - Geneviève de Morangias
- Johan Leysen - Beauterne
- Bernard Farcy - Laffont
- Hans Meyer - Marquis d'Apcher
- Virginie Darmon - La Bavarde
- Philippe Nahon - Jean Chastel